# Kanal 21
Das heutige MedienProjektZentrum war in der Vergangenheit auch das Bielefelder Bürgerfernsehen und ein lokaler, nicht kommerzieller Fernsehsender, dessen Beiträge und Sendungen auf verschiedenen Distributionswegen verbreitet werden.
In Trägerschaft des Offenen TV-Kanal Bielefeld e.V. verfügte Kanal 21 bis zum 31. Dezember 2009 über eine Sendelizenz von der Landesanstalt für Medien Nordrhein-Westfalen (LfM). Zu empfangen war der Offene Kanal (OK) im analogen Kabelnetz der Stadt Bielefeld für ca. 90.000 Haushalte auf Sonderkanal 21.

## Organisation
Der Verein Offener TV-Kanal Bielefeld wurde am 29. Oktober 1998 gegründet. Ziel war es, eine wahrnehmbare Ausstrahlungsplattform für die medienpädagogischen Projekte im Umfeld von Filmhaus Bielefeld e.V. und Bielefelder Jugendring e.V., die beide intensiv mit der Universität Bielefeld kooperieren, zu schaffen.
Am 29. Juni 2010 wurde als 80-prozentige Tochtergesellschaft des Vereins die Kanal 21 gemeinnützige GmbH gegründet, deren weitere Gesellschafter Aaron Scheer und als Geschäftsführer Dirk Rehlmeyer sind.
Ab Juni 2002 wurde der lizenzierte Probe-Sendebetrieb zunächst für mehr als drei Jahre in einer Wohnanlage der Bielefelder Gemeinnützigen Wohnungsgesellschaft (BGW) im Bielefelder Brodhagen-Viertel realisiert. Bis zum Stadt weiten Sendestart am 17. November 2005 wurden hierüber 264 Haushalte erreicht.
Der Verein für Medien und Bildung fördert seit seiner Gründung nicht-kommerzielle TV- und Multimedia-Produktionen. Der Schwerpunkt liegt dabei auf Produktionen mit gemeinnützigen Einrichtungen aus ganz Ostwestfalen-Lippe. Die Organisation von produktorientierten medienpädagogischen Projekten, z. B. für Schulen, Jugendzentren und die ostwestfälischen Hochschulen. sowie die Beratung und Unterstützung von Redaktionsgruppen und Einzelpersonen stellen weitere Leistungen dar.
Über die Kanal 21 gGmbH werden zudem unterschiedlichste Videoproduktionen und deren Verbreitungen als Dienstleister für verschiedenste Auftraggeber – insbesondere aus dem Non-Profit-Bereich – realisiert.
Der Trägerverein von Kanal 21 ist Mitglied im Bundesverband Bürgermedien (BVBM) und in der Landesarbeitsgemeinschaft Bürger- und Ausbildungsmedien NRW (LABAM), die ihren Dienstsitz im Kanal 21 hat.     

## Distribution
Nachdem die anderen Offenen TV-Kanäle in Nordrhein-Westfalen ihren Sendebetrieb bereits Ende 2008 eingestellt hatten, lief auch die Kanal 21-Sendelizenz zum 31. Dezember 2009 aus, da die Rechtsform Offener Kanäle ab diesem Zeitpunkt im NRW-Landesmediengesetz nicht mehr vorgesehen ist. Seitdem verbreitet Kanal 21 seine Sendungen über eine eigene Mediathek und Social Media und darüber hinaus im linearen TV-Programm und über die On-Demand-Mediathek des landesweiten TV-Lernsenders NRWision, der von der Fakultät für Journalistik an der Technischen Universität Dortmund koordiniert wird.
Die Sendungen des Bielefelder Bürgerfernsehens sind in dem landesweit für mehrere Millionen Kabelhaushalte zu empfangenden TV-Sendebetrieb von NRWision täglich zu wechselnden Zeiten zu sehen. In gebündelter Form jeden Dienstag ab 18:00 Uhr auf dem Sendeplatz "Ostwestfalen ab 6". Spezielle thematische Formate werden im Programm von NRWision zusätzlich prominent platziert. So hat das wöchentliche Kanal 21-Fernsehkonzert einen festen Platz im thematischen Programmblock "Musik" (immer freitags ab 21:00 Uhr).
Nachdem der Verein bereits anlässlich der EXPO 2000 erstmal live ins Internet gestreamt hatte, nutzt Kanal 21 in den letzten Jahren regelmäßig die Möglichkeiten der Live-Ausstrahlung von Sendungen über verschiedene Internet-Verbreitungsplattformen. Ein Beispiel hierfür ist die Verleihung der Big-Brother-Awards, für deren technische Verbreitung die Kanal 21 gGmbH einige Jahre im Auftrag des Veranstalters Digital Courage e.V. zuständig war.

## Regelmäßige Produktionen
Neben Einzelpersonen fördert Kanal 21 insbesondere die Arbeit in Redaktionsgruppen, die regelmäßig Sendungen produzieren. Eine Auswahl:
- "ALLES INKLUSIV": "Nichts über uns ohne uns!" - Von, für und mit Menschen mit Behinderung, gefördert von Aktion Mensch.
- Fernsehkonzert – Regelmäßige Live-Konzert-Aufzeichnung von nationalen und internationalen Künstlern im hauseigenen Studio vor Publikum
- Mit den Bands, die ein Fernsehkonzert spielen wird jeweils auch ein "Backstage" – Interview geführt
- Frage der Woche – Jede Woche sagen Bielefelder ihre Meinung zu einem aktuellen Thema
- In dem Magazin „Grenzenlos TV“ verwirklichen junge Erwachsene ihre in Workshops gewonnenen Kompetenzen vor und hinter der Kamera und gewinnen so einen Einblick in der Welt der Audio-Visuellen Medienproduktion. Dieses Projekt wird gefördert von "digital Dabei"

## (Aus-)Bildung
Kanal 21 bildet zum Mediengestalter Bild und Ton aus. Darüber hinaus haben Bielefelder Bürger die Möglichkeit, sich in Seminaren weiter zu bilden, die die Bereiche Journalismus, Fernsehtechnik und Medien umfassen.
Ein großer Teil dieser Kursangebote wird jeweils für ein halbes Jahr im Voraus geplant und in Kooperation mit dem Bildungswerk Medien und Kommunikation Minden-Lübbecke sowie der VHS Bielefeld, angeboten. Ein anderer Teil der Qualifizierungen reagiert auf      Bedarfe, die sich kurzfristig ergeben.     